# Гота G.III
Гота G.III (нем. Gotha G.III) је двомоторни, двокрилни авион, стратешки бомбардер кога је у току Првог светског рата развила и производила немачка фирма Gothaer Waggonfabrik за потребе немачког ваздухопловства.

## Пројектовање и развој
У развоју Гота G.III усвојене су готово све карактеристике G.II. Пројектант Ханс Буркард заменио је само оне за које је сматрао да су непоуздани. Мотор Мерцедес D.IV, замењен је снажнијим и поузданијим мотором Мерцедес D.IVa. Да би побољшао одбрану авиона, на поду задњег кокпита направио је отвор како би репни стрелац кроз њега могао да пуца у одбрану од непријатељских летелица које су нападале са задње доње полусфере.

## Технички опис
Труп правоугаоног пресека имао је дрвену решеткасту конструкцију ојачану челичним жицама и пресвучену шперплочом. Труп је био потпуно обложен шперплочом да би се постигла већа чврстоћа. У трупу се налазе три кабине, прва за смештај извиђача стрелца, друга за пилота а трећа за смештај репног стрелца. На кљуну трупа била су два прозора за олакшавање слетања. Такође је предвиђена уградња трећег митраљеза на стомаку авиона чиме се повећао угао гађања. Испод трупа су постављени подвесни носачи бомби.
Авион Гота G.III је имао два линијска шестоцилиндрична мотора Мерцедес D.IVa снаге 260 KS са воденим хлађењем сметених у гондоле. За Аустроугарско ваздухопловство коришћени су мотори Hiero Type H IV снаге 230/240 KS. Гондоле су била метална кућишта смештена између горњих и доњих крила. Поред мотора у њима су били смештени хладњак за расхладну течност, хладњак за уље и резервоари за гориво и уље. Мотори су били окренути супротно од смера кретања авиона па су на вратилима мотора биле постављене дрвене двокраке потисне елисе. Са предње стране гондола налазили су се отвори за ваздух и систем за регулисање протока расхладног ваздуха.
Гота G.III је био двокрилац са крилима правоугаоног облика. Крила су имала класичну дрвену структуру покривену платном. Крилца за управљање авионом су се налазила на горњим крилима. Горња и доња крила су била између себе повезана металним упорницама и затезачима од клавирске челичне жице.  Са сваке стране крила су имала по три пара упорница. Репне, троугласте површине биле су обликоване структуром од челичних цеви и обложене платном.
Стајни трап се састоји од челичне конструкције са два точка која је постављена испод сваке гондоле мотора, са којима је чинила саставни део. Трећа ослона тачка авиона је била дрвена еластична дрљача уграђена испод репа авиона.
Овај авион је обично био наоружан са 2 митраљеза Парабелум LMG 14 калибра 7,92 mm.  Због ниских температура на висинама, митраљези су имали електрично „грејање“ како би осигурали добру функционалност. Поред митраљеза са комплетом муниције од 500 метака за сваки митраљeз, авион је могао да понесе 450 kg бомби.

## Варијанте[1]
- Гота  - Модел са мотором 2 х Бенц Bz III снаге 150 KS, 1914. g. произ. 18 ком.
- Гота  - Модел са мотором 2 х Мерцедес D IV снаге 220 KS, 1916. g. произ. 14 ком.
- Гота  - Модел са мотором 2 х Мерцедес D IVa снаге 260 KS, 1916. g. произ. 25 ком.
- Гота  - Модел са мотором 2 х Мерцедес D IVa снаге 260 KS, 1916. g. Фирме Go, LVG i SSW, произ. 142 ком.
- Гота  - Модел са мотором 2 х Мерцедес D IVa снаге 260 KS, 1917. g. верзија , произ. 120 ком.
- Гота  - Модел са мотором 2 х Мерцедес D IVa снаге 260 KS, 1918. g. верзија , произ. 125 ком.
- Гота  - Модел са мотором 2 х Мерцедес D IVa снаге 260 KS, 1918. g. верзија , произ. 80 ком.
- Гота  - Модел са мотором 2 х Мајбах Mb IVa снаге 245 KS, 1918. g. произ. 8 комада

## Оперативно коришћење
Гота бомбардери коришћени су за ваздушне нападе на Енглеску, у почетку напади су извођени током дана и од 3. септембра 1917. ноћу. Авиони су били ефикаснији и сигурнији од ваздушних бродова (Цепелина). Поред тога, коришћени су на Балкану, а аустроугарско ваздухопловство и на италијанском фронту.
Команда РВ Немачке је наручила 25 авиона G.III. Ове авионе су покретали нови, поузданији мотори Мерцедес D.IVа. Корисно оптерећење новог авиона повећало се на 225 kg. Гота G.III стигла је на фронт у јесен 1916. После октобра 1916. године, ови авиони су деловали на Балканском фронту. Борбена служба G.III била је врло ограничена, али они су извршили неке важне мисије попут уништавања железничког моста преко Дунава код Чернаводи, а ово је представљало озбиљан проблем за румунске трупе и њихово појачање. У септембру 1917. године, сви преживели Гота G.II и G.III повучени су из активних борбених јединица и пребачени у јединице за обуку.
После рата Пољско ваздухопловство је имало 5 Гота авиона један G.III и четири G.IV.

## Земље које су користиле овај авион
- Аустроугарска
- Немачко царство
- Пољска - после рата[4]